# Бернеццо
Бернеццо (італ. Bernezzo, п'єм. Bërness) — муніципалітет в Італії, у регіоні П'ємонт,  провінція Кунео.
Бернеццо розташоване на відстані близько 500 км на північний захід від Рима, 80 км на південь від Турина, 10 км на захід від Кунео.
Населення — 4049 осіб (2014). Щорічний фестиваль відбувається 29 червня. Покровитель — святий Рох.

## Демографія
Населення за роками:

Станом на 1 січня 2023 року в муніципалітеті офіційно проживали 294 іноземці з 33 країн, серед них 91 громадянин країн Євросоюзу та 5 громадян України.

## Сусідні муніципалітети
- Каральйо
- Черваска
- Ріттана
- Роккаспарвера
- Вальграна